# Auguste Grotz
Auguste Grotz, né à Cognac le 3 octobre 1825 et mort à Nîmes le 5 janvier 1907, est un pasteur réformé français.

## Biographie
Auguste Grotz est né à Cognac le 3 octobre 1825. Il est élève au lycée de Bordeaux puis fait des études de théologie protestante à Strasbourg. En juillet 1850, il soutient sa thèse de baccalauréat en théologie, intitulée De la notion de foi d'après les évangiles synoptiques, où il défend une foi mystique mais individualiste. Il est consacré pasteur à Strasbourg en 1850.
Il est ensuite pasteur auxiliaire à Sainte-Foy-La-Grande et professeur au collège protestant de 1850 à 1857. Il épouse en 1854 Marie Reclus (1834-1918), fille de Jacques Reclus et de Zéline Trigant et sœur d'Élie, Élisée, Onésime, Armand et Paul Reclus. 
Il part à Nîmes comme pasteur suffragant en 1858, et y devient pasteur titulaire en 1863. En 1859, il fonde des crèches protestantes, un orphelinat en 1860 et le sanatorium pour enfants de Vialas en 1886. 
Il publie en 1873 une brochure sur la question sociale, montrant une préoccupation très minoritaire dans le protestantisme français, qui évite alors les questions politiques. Publiant de nombreux sermons et collaborant à plusieurs journaux protestants, il défend rapidement des positions théologiques très libérales. En 1872, il est élu délégué au synode. Il défend l'autonomie de la paroisse et la séparation des Églises et de l'État. Il est membre du Conseil central des Églises réformées et de l'association fraternelle des pasteurs libéraux de France. Avec le pasteur Charles-Édouard Babut, il dirige l'union chrétienne de jeunes gens de Nîmes.
Il devient membre de l'académie de Nîmes en 1884 et préside cette assemblée pendant l'année 1896. Il est président du consistoire de Nîmes en 1893. Il prend sa retraite le 31 décembre 1906.
Auguste Grotz meurt à Nîmes le 5 janvier 1907.

## Publications
- De la notion de foi d'après les évangiles synoptiques, Strasbourg, Berger-Levrault, 1850, 36 p. (lire en ligne)
- L'Instruction. Deux discours, 1872.
- Le Protestantisme et la question ouvrière, 1873.
- Avec Dieu et le Christ : Sermons, Nîmes-Paris, Lavagne-Peyrot-Fischbacher, 1891, 310 p. (lire en ligne).
- Avec Dieu et le Christ : Sermons. Deuxième volume, Nîmes-Paris, Lavagne-Peyrot-Fischbacher, 1893, 307 p. (lire en ligne).
- Avec Dieu et le Christ : Sermons. Troisième volume, Nîmes-Paris, Lavagne-Peyrot-Fischbacher, 1897, 298 p. (lire en ligne).
- Près de Dieu : Méditations et prières pour le culte domestique et le culte privé, Nîmes-Paris, Lavagne-Peyrot-Fischbacher, 1895, 296 p. (lire en ligne).
- Près de Dieu : Méditations et prières pour le culte domestique et le culte privé. Deuxième volume, Nîmes-Paris, Lavagne-Peyrot-Fischbacher, 1897, 332 p. (lire en ligne).
- Près de Dieu : Méditations et prières pour le culte domestique et le culte privé. Troisième volume, Nîmes-Paris, Lavagne-Peyrot-Fischbacher, 1902, 314 p. (lire en ligne).

## Décoration
- Chevalier de la Légion d'honneur par décret du 12 juillet 1887[8].